# Sint-Annakapel (Wintershoven)

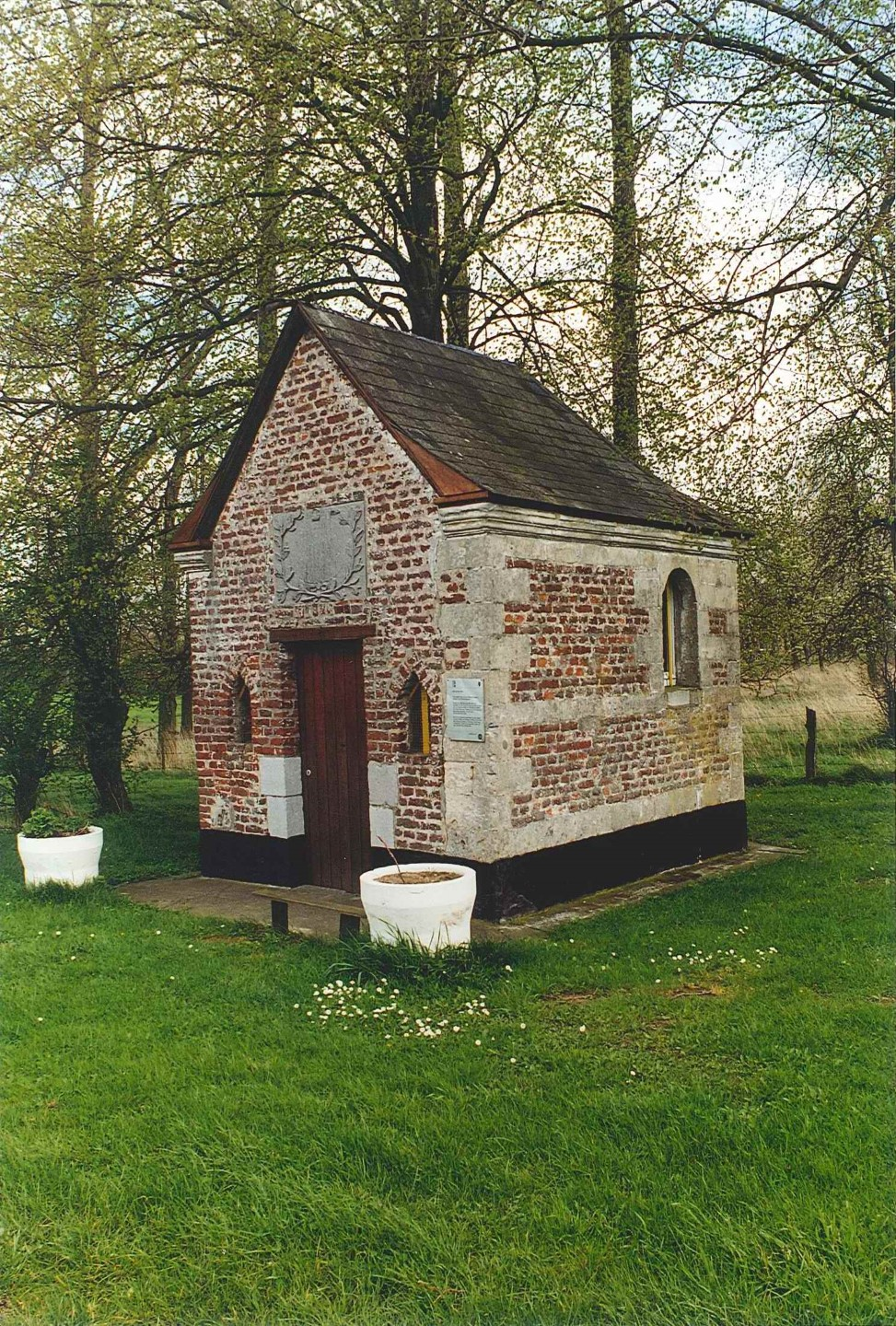

De Sint-Annakapel is een veldkapel in Wintershoven, gelegen aan de Steenkensbeemdstraat, in de Belgische gemeente Kortessem, in de provincie Limburg.

## Geschiedenis
Het bakstenen kapelletje stamt oorspronkelijk uit de 17e eeuw, maar het Sint-Annabeeldje dat zich in de kapel bevond is 15e- of 16e-eeuws, reden waarom aangenomen wordt dat er nog een oudere kapel heeft bestaan. De kapel behoorde tot het goed van de Hoeve Schoenwinckel, een leen van de Abdij van Herkenrode. In 1799, gedurende de beloken tijd, werd de kapel vernield om in 1812 door de familie Bonhomme-Nyst te worden heropgebouwd met materiaal van de verwoeste kapel.
In 1977 werd de kapel gerestaureerd, waarbij het kostbare Sint-Annabeeldje door een gipsen kopie werd vervangen.

## Gebouw
De kapel bevat een chronogram, dat luidt: BELLO/DEVASTATUM/SANCTAE ANNAE/REFICIEBANT/N:P:BONHOMME/& M:C:NYST/CONUIGES. Het beschilderd houten altaar stamt uit 1751 en werd vervaardigd door Carl Christian Ershof.